# Càncer de bufeta urinària
El càncer de bufeta urinària (o, senzillament, càncer de bufeta) fa referència a qualsevol dels diversos tipus de tumors malignes de la bufeta urinària. El tipus més comú de càncer de bufeta comença en les cèl·lules que recobreixen l'interior (l'uroteli) de la bufeta i es diu carcinoma de cèl·lules de transició. Els principals factors per al desenvolupament del càncer de bufeta inclouen productes químics específics, que es troben fonamentalment en el fum dels cigarrets. Als països del Tercer Món, certes infeccions parasitàries. Es distingeixen el càncer superficial de bufeta del càncer invasiu. Si el càncer continua sent superficial, sol cursar amb un bon pronòstic, mentre que el càncer invasiu de la bufeta és molt més greu i requereix tractament agressiu. El tractament del càncer vesical gira en funció de la seva extensió, pel més superficial generalment es resol amb resecció de l'uroteli i quimioteràpia, pel més greu cal la cistectomia (extirpació de la bufeta) o la quimioteràpia sistèmica.

## Epidemiologia
La incidència del càncer de bufeta està augmentant en els països occidentals. El 1996, aproximadament 53.000 persones van ser diagnosticades de càncer de bufeta en els Estats Units, 9.000 a França, 2.000 a Suècia, 8.000 a Espanya i 1.200 en Bèlgica. A Girona, la incidència percentual sobre el total de càncers és del 9%; per a homes al voltant del 12% i per a dones al voltant del 3%.
Els tumors vesicals constitueixen el 10% dels tumors de l'home. Afecten predominantment als homes (relació 4:1 amb les dones).
Aproximadament el 75-85% dels pacients presenten el càncer confinat a la mucosa (estadi Ta-Tis) o submucosa (estadi T1). L'altre 15-25% dels pacients presenten invasió de la capa muscular o afectació dels  ganglis limfàtics pelvians (estadi T2-T4, N+). El maneig del càncer superficial de bufeta tendeix a ser més complex a causa de diferents opinions entre els  uròlegs.
La major part dels tumors de bufeta (60%) es localitzen en el trígon vesical. Més del 90% dels tumors vesicals són carcinomes de cèl·lules transicionals. La resta són  carcinomes escatosos o adenocarcinomes.

### Factors de risc

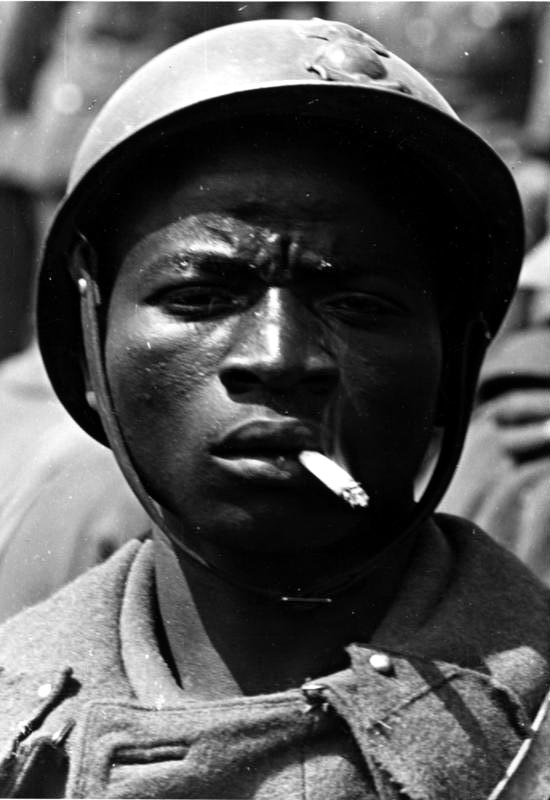
El ser home i fumador són els factors de risc més importants per a l'aparició del càncer de bufeta.

Els factors més importants, per l'aparició d'un carcinoma de bufeta, són el tabaquisme i certs productes químics cancerígens, de manera que sota certes circumstàncies pot ser considerada com una malaltia professional. El risc de càncer de bufeta també augmenta significativament amb l'edat. Les principals indústries de les substàncies carcinogèniques en qüestió són:
- Amines aromàtiques: són els primers carcinògens reconeguts. Els grups de risc laboral són els treballadors de les següents indústries: impremta, fosa de metalls, treballadors de l'alumini, indústries de pintures.
- Sacarina: no està demostrat en humans que el seu consum s'associï a càncer de bufeta. Sí que està demostrat en rates de laboratori sotmeses a altes dosis de sacarina.
- Colorants derivats de l'anilina[3]
- Alguns  hidrocarburs policíclics.
- Derivats hidroxilats d'halogenats i sulfonats.
- Derivats industrials de triptòfan.[5]
- Radioteràpia.
- En Alemanya es va reportar que els treballadors de la indústria del colorant van tenir un augment en el risc de desenvolupar càncer de la bufeta.[5]
- S'ha demostrat que la benzidina i beta-naftalamina són potents carcinògens a nivell vesical.[5]

L'edat és un factor de risc important. El 2012, tan sols el 0,13% de les defuncions per càncer de bufeta urinària als Estats Units es produïren en persones de menys de 35 anys, mentre que el 84,05% es produïren en individus de 65 anys o més.
El tabac és un altre important factor de risc perquè està associat a una alta mortalitat per càncer de bufeta durant llarg seguiment per a fumadors. Fins i tot el pronòstic dels fumadors és pitjor que altres factors, com l'estadi, grau histològic, mida o multifocalitat del tumor. Els pacients que inicialment tenen un grau histològic G3 en el tumor, són més sovint grans fumadors que els que tenen tumors menys agressius. Un estudi espanyol ha demostrat que mentre que els fumadors de tabac ros, al cap de 10 anys de deixar de fumar tenen un risc semblant al dels no fumadors de la seva edat, els fumadors de tabac negre tenen un augment de risc de càncer de bufeta que roman tota la vida, encara que deixin de fumar. També hi ha augment de risc en algunes ocupacions, com la impremta i la perruqueria.

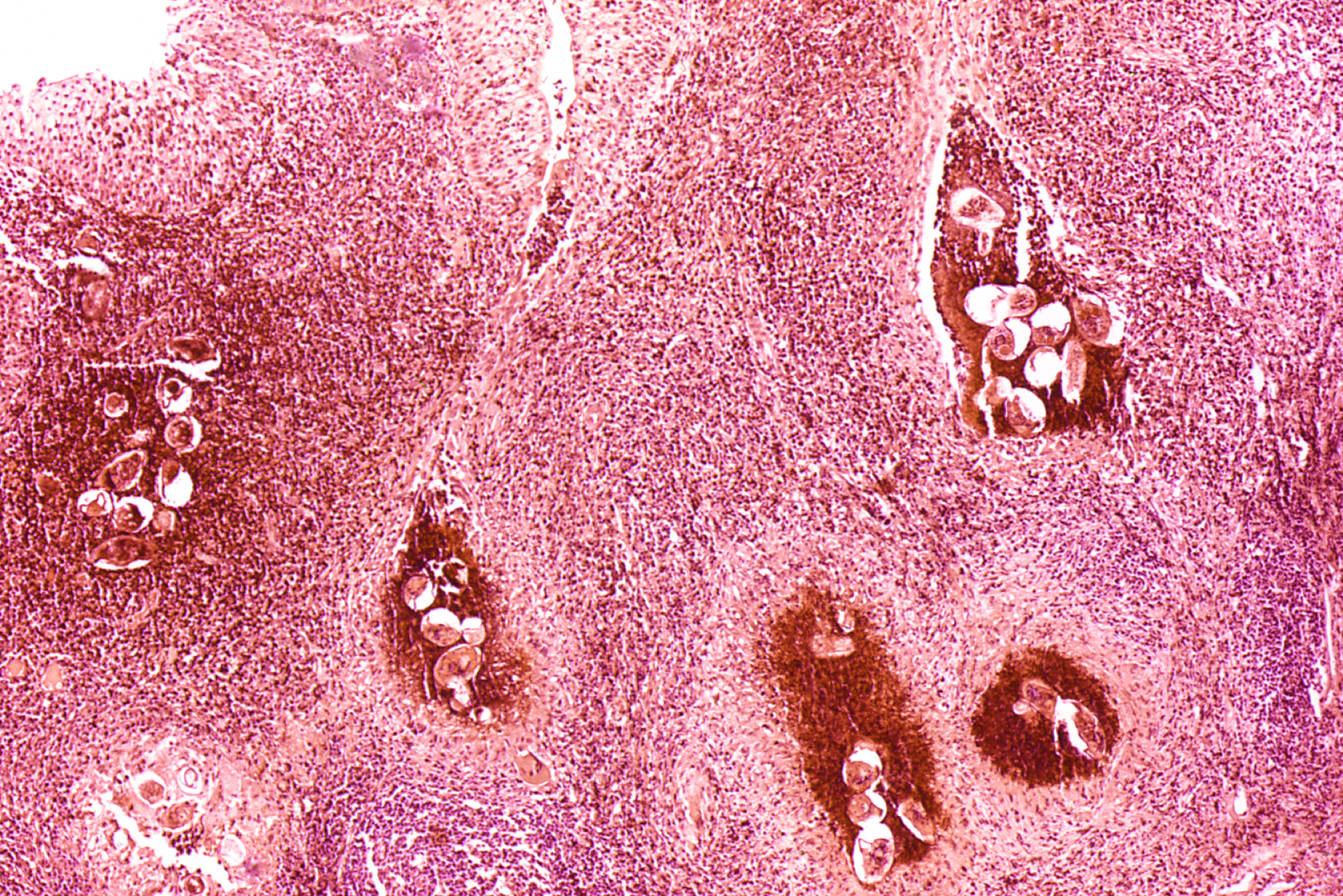
Ous de Schistosoma haematobium incrustats en l'epiteli de la bufeta i envoltats per una intensa concentració d'eosinòfils i altres cèl·lules immunitàries.

Les lesions produïdes per l'esquistosomosi urinària poden degenerar en lesions malignes, com el carcinoma de cèl·lules escamoses de la bufeta. Aquesta malaltia es dona principalment a Egipte i Àfrica occidental.
També es troba en l'origen del càncer de bufeta alguns fàrmacs (fenacetina, ciclofosfamida), la radiació pelviana i el consum elevat de cafè. A la regió de la Península Balcànica, s'ha instal·lat un càncer urotelial endèmic, una malaltia que resulta per intoxicació alimentària amb la micotoxina, ocratoxina A, produïda per un fong dels cereals.

### Genètica
Igual que tots els càncers, el desenvolupament de càncer de la bufeta implica l'adquisició de diverses mutacions en oncogens i gens supressors de tumors. Els gens que poden ser alterats en el càncer de la bufeta inclouen FGFR3, HRAS, RB1 i TP53. Així doncs, els antecedents familiars de càncer de la bufeta són també un factor de risc per la malaltia. Es creu que algunes persones aparentment hereten una disminució de la capacitat per trencar algunes substàncies químiques, la qual cosa les fa més sensibles als efectes de l'hàbit de fumar i certs compostos químics industrials, comportant el càncer.

## Classificació TNM del càncer de bufeta
La classificació TNM (tumor, ganglis limfàtics-nodes i metàstasi) de la Unió Internacional contra el Càncer de 2003 és la més acceptada:

### T: tumor primari

Estadis del càncer vesical segons la seva ubicació en el parènquima de la bufeta.

Els carcinomes d'imatge poden ser classificats per diferents mètodes com: cistoscòpia, resecció transuretral (RTU), estudi d'imatge com ecografia,  TAC o RMN o estudis histopatològics obtinguts de la cirurgia.
- Ta: carcinoma papil·lar no invasiu o confinat a la mucosa.
- Tis: carcinoma in situ: Tumor superficial pla, que respecta la làmina pròpia.
- T1: tumor que envaeix el teixit connectiu subepitelial o que envaeix la làmina pròpia.

Els carcinomes Ta i T1 es poden extirpar mitjançant resecció transuretral (RTU). Els Tis i T1, encara que són carcinomes superficials confinats a la mucosa, són d'alt grau i amb tècniques de biologia molecular i per l'experiència clínica, s'ha demostrat que tenen gran potencial de malignitat i d'invasió.
- T2: tumor que envaeix la capa muscular vesical. Al seu torn es divideix en:
  - T2a: tumor que envaeix la capa muscular superficial o la meitat interna.
  - T2b: tumor que envaeix la capa muscular profunda o la meitat externa.
- T3: tumor que envaeix més enllà de la capa muscular o que envaeix el greix perivesical. Al seu torn es divideix en:
  - T3a: invasió microscòpica.
  - T3b: invasió macroscòpica.
- T4: tumor que envaeix estructures adjacents a la bufeta urinària. Es divideix en dues:
  - T4a: invasió de la pròstata, úter o vagina.
  - T4b: invasió de la paret pelviana o paret abdominal.

Segons aquesta classificació del tumor primari, els tumors de bufeta es classifiquen en dos grans grups:
- Carcinomes superficials de bufeta: Ta, Tis i T1.
- Carcinomes infiltrants de bufeta: T2, T3 i T4.

### N: Afectació dels ganglis limfàtics
- N0: no hi ha afectació dels ganglis limfàtics.
- N1: afectació d'un únic gangli menor de 2 cm.
- N2: afectació d'un o més ganglis menors o igual de 5 cm.
- N3: afectació d'algun gangli major de 5 cm.

### M: Metàstasi a distància
- M0: no hi ha metàstasi a distància.
- M1: presència de metàstasi a distància.

### Classificació del grau histològic
El grau histològic de l'OMS és la classificació generalment més aplicada a tot el món, sentG el grau histològic de diferenciació.
- GX: grau de diferenciació no valorat o desconegut.
- G1: ben diferenciat.
- G2: moderadament diferenciat.
- G3: pobrament diferenciat.

## Quadre clínic
L'hematúria és el símptoma més freqüent en el càncer de bufeta. El grau d'hematúria no es correlaciona amb l'extensió de la malaltia. Pot ser una hematúria macroscòpica, franca o visible pel mateix pacient o detectada en una anàlisi d'orina. Qualsevol grau d'hematúria, però, requereix descartar un càncer de bufeta, fins i tot si hi ha altres possibles causes d'hematúria, com els càlculs urinaris, cistitis bacterianes, etc.
El càncer de bufeta també pot presentar-se com una síndrome miccional, indicatiu d'irritació vesical. Els pacients poden queixar d'urgència miccional, disúria i augment de la freqüència miccional (poliúria). Encara que aquests símptomes són més indicatius de cistitis bacteriana, els  cultius bacterians negatius amb una persistència dels símptomes, amb hematúria o sense, s'han d'investigar amb rapidesa per descartar la possible presència d'un càncer de bufeta, inclòs un carcinoma in situ (CIS).
La recerca sistemàtica d'hematúria microscòpica asimptomàtica no és una prova clara, excepte en pacients de més de 50 anys que han de ser examinats per un uròleg. La incidència de tumors ocults en pacients de més de 50 anys amb hematúria microscòpica asimptomàtica és del 5% aproximadament, quan la incidència és del voltant del 10% si es detecta una hematúria microscòpica simptomàtica.
El cribratge de l'hematúria asimptomàtica no es recomana perquè el valor predictiu positiu és molt baix (0,5%) per recomanar la recerca de masses vesicals. No obstant això, el cribratge sistemàtic per detectar hematúria microscòpica pot estar indicat en poblacions exposades a carcinògens vesicals, inclosos els fumadors.

## Diagnòstic
El  reconeixement precoç dels tumors de bufeta està associat a un millor pronòstic. Un programa educacional dissenyat per a la població general i per als metges d'atenció primària és crucial per promoure un diagnòstic precoç, incloent la detecció en pacients asimptomàtics majors de 45 anys.
Atès que la majoria dels carcinomes cursen amb hematúria, el càncer de bufeta ha de ser exclòs com a causa d'aquest símptoma. En alguns casos s'ha identificat un tumor vesical amb una ecografia dels ronyons i bufeta. Rarament s'utilitza la urografia (amb contrast intravenós) per diagnosticar-la. Una tomografia computada (TC) pot revelar el tumor.
No obstant això, l'exploració cistoscòpica amb presa de biòpsies profundes de les zones alterades és imprescindible per realitzar el diagnòstic i seguir l'evolució del càncer vesical. La citologia d'orina és una prova que sol fer-se abans de la cistoscòpia i la biòpsia, en la qual es tenyeix la superfície de les cèl·lules en l'orina i es detecta microscòpicament les que són malignes, amb una sensibilitat d'aproximadament 80-90%. Per tumors ben diferenciats, la possibilitat que les cèl·lules canceroses siguin descoberts no sol ser satisfactòria.
Els marcadors tumorals han estat recentment disponibles, els quals tenen una sensibilitat superior a la urocitología tradicional, però amb una menor especificitat. Per tant, poden millorar la probabilitat de detectar la malaltia en una fase primerenca.
El diagnòstic definitiu es realitza amb la resecció del tumor, com a part d'un examen histològic. Després del diagnòstic, s'indica la recerca de metàstasis. Els carcinomes de bufeta es disseminen a través del torrent sanguini més comunament cap als pulmons, el fetge i l'esquelet. Es recomana una tomografia computada de la pelvis, ampliada per detectar ganglis limfàtics, així com una ecografia del fetge, un examen de raigs X del tòrax per buscar metàstasi en el pulmó i os.

### Exploració física
Pot ser recomanable l'examen físic, inclòs el tacte rectal i la palpació pelviana bimanual, quan es detecta una hematúria. No obstant això, el 85% dels pacients amb càncer de bufeta presenten inicialment un tumor superficial i no palpable. No obstant això, l'exploració física i els antecedents, inclòs el control de signes de malaltia, com masses o qualsevol altra cosa que sembli anormal i la història mèdica de les malalties i els tractaments anteriors del pacient, tenen un paper important en el diagnòstic del càncer de bufeta i per descartar altres patologies concomitants.

## Tractament
Després de les exploracions diagnòstiques, s'ha d'evidenciar si un tumor de bufeta és superficial (Ta-T1), CIS o invasiu (més que T1). El tractament i el seguiment d'aquests tres grups és completament diferent. La categoria més alta de T i G detectada a la bufeta defineix el tractament:
- Ta-T1 són tumors de bufeta superficials. L'objectiu del tractament ha de ser la prevenció de la recurrència i de la progressió.
- T1G3 presenta una alta tendència cap a la progressió. El paper d'una cistectomia precoç encara és matèria de debat.
- Tis és una malaltia amb gran potencial maligne que pot ser tractada en la majoria dels casos amb instil·lacions vesicals de bacils de Calmette-Guerin (BCG). La cistectomia serà necessària quan no desapareguin les lesions després de dos cicles de 6 a 8 instil·lacions setmanals.
- Els tumors T2 o majors són tumors infiltrants i la cistectomia serà necessària en la majoria dels casos. La conservació de la bufeta pot ser una opció en casos seleccionats.
- La malaltia amb adenopaties pelvianes (N +) o metàstasi a distància requereix un esquema de tractament diferent.

### Tractament de lesions Ta i T1
El pla terapèutic per a les lesions Ta-T1 s'ha de fer tenint en compte el risc de la recurrència i progressió de la malaltia (factors pronòstic dels tumors), efectes secundaris i cost efectiu del tractament. La taxa de recurrència dels carcinomes superficials de bufeta (CSB), fins i tot després d'un tractament adequat, està ben documentat. El risc de progressió per a transformar-se en un càncer invasiu és baix en la majoria dels casos, però és major del 50% en els casos d'alt grau T1G3, que representen prop del 10% dels casos. El risc de malaltia recurrent i de progressió es pot predir basant-se en les dades clíniques i patològiques, que proporcionen la RTU inicial i les proves diagnòstiques del CSB.

## Pronòstic
Molts grups d'investigadors clínics en el camp del CSB han identificat factors pronòstic que permeten identificar diferents categories pronòstiques. Molts paràmetres importants dels factors pronòstic es poden obtenir fàcilment. Per a la malaltia recurrent, els factors pronòstic en importància decreixent són:
1. Nombre de tumors presents en el diagnòstic.
2. Taxa de recaiguda en un període previ, per exemple una recaiguda en els últims tres mesos.
3. Mida del tumor: com més gran sigui el tumor, major serà el risc de recurrència.
4. Grau d'anaplàstia del tumor: en l'evolució de la malaltia invasiva, el grau d'anaplàstia i la categoria T són els més importants.
5. Localització: els tumors localitzats al coll vesical tenen un pitjor pronòstic que els situats en una altra localització.

Basats en els factors pronòstic, el CSB pot dividir-se en els següents grups de risc:
- Tumors de baix risc: tumors únics, Ta, G1, menors de 3 cm de diàmetre.
- Tumors d'alt risc: T1, G3, tumors multifocals o que han recaigut moltes vegades, CIS.
- Tumors de risc intermedi: la resta de tumors Ta-T1, G1-G2, multifocal, major de 3 cm de diàmetre.

Junt amb els de vies urinàries, a Catalunya, té una taxa de supervivència a cinc anys per a homes al voltant del 63% i per a dones al voltant del 68%. A Catalunya, les taxes de mortalitat (x 100.000 hab.; i en % sobre el total de càncers per sexe; estandarditzades segons sexe, 2018) són: 1,69 dones; 10,94 homes; 5,55 total; 1,51% en dones; 4,63% en homes.